# Alhierd Bacharewicz
Alhierd Bacharewicz (biał. Альгерд Бахарэвіч; ur. 31 stycznia 1975 w Mińsku) – białoruski pisarz.

## Życiorys
Ukończył Białoruski Państwowy Uniwersytet Pedagogiczny im. Maksima Tanka, następnie pracował jako nauczyciel i dziennikarz. Od 2007 mieszka w Niemczech. Jako prozaik debiutował w 2002. Wybrane utwory Bacharewicza były tłumaczone na język niemiecki, czeski, ukraiński, bułgarski, słoweński i rosyjski. W Polsce ukazało się dwujęzyczne, polsko-białoruskie, wydanie wyboru jego opowiadań zatytułowane Talent do jąkania się. W 2017 roku w Lublinie opublikowany „Mały leksykon medyczny według Bacharewicza” (tłumaczenie – Mira Łuksza). W 2021 roku ukazała się w Polsce jego Sroka na szubienicy w tłumaczeniu Igora i Jana Maksymiuków zakwalifikowana do finału Angelusa.
Do białoruskiej republikańskiej listy materiałów ekstremistycznych dodano dwie książki Alhierda Bacharewicza, a mianowicie powieści Psy Europy (w 2022 r.) i Ostatnia księga pana A. (w 2023 r.).

## Odznaczenia
- Medal Orderu Pogoni – 2023[5]